# ديف غالاهر
ديف غالاهر (بالإنجليزية: Dave Gallaher)‏ هو لاعب اتحاد الرغبي نيوزيلندي، ولد في 30 أكتوبر 1873 في مقاطعة دونيجال في جمهورية أيرلندا، وتوفي في 4 أكتوبر 1917 في باسيندالي في بلجيكا.

## وصلات خارجية
- ديف غالاهر عل موقع إسبنسكروم (الإنجليزية)
- ديف غالاهر على موقع قاعة نيوزيلندا للمشاهير الرياضية (الإنجليزية)